# جون كارسون (لاعب كريكت)
جون كارسون (8 يوليو 1945 في نيوزيلندا - ) (بالإنجليزية: John Carson)‏ هو لاعب كريكت نيوزلندي.

## وصلات خارجية
- جون كارسون على موقع إي آس بي آن كريك إنفو (الإنجليزية)